# Cecily Bodenham
Cecily Bodenham var den sista abbedissan av Wilton Abbey. Hon innehade ämbetet från 1534 till 1539, då hon tvingades avgå vid avvecklingen av Englands kloster under reformationen.
Vid reformationen mottog hon ett underhåll och en egendom vid Fovant i Wiltshire, där hon bosatte sig med omkring tio av de före detta nunnorna. 
Hon var fortfarande vid liv år 1543.  